# Delias kenricki
Delias kenricki is een vlindersoort uit de familie van de Pieridae (witjes), onderfamilie Pierinae.
Delias kenricki werd in 1937 beschreven door Talbot.